# NXT TakeOver: Phoenix
NXT TakeOver: Phoenix was een professioneel worstelshow en WWE Network evenement dat georganiseerd werd door WWE voor hun NXT brand. Het was de 23ste editie van NXT TakeOver en vond plaats op 26 januari 2019 in het Talking Stick Resort Arena in Phoenix, Arizona. Dit was een ondersteuningsevenement voor de 2019 Royal Rumble pay-per-view (PPV) evenement.

## Matches
| Nr. | Match                                                                                              | Winnaar(s)          | Opmerkingen                                                               | Bron  |
| --- | -------------------------------------------------------------------------------------------------- | ------------------- | ------------------------------------------------------------------------- | ----- |
| 1N  | The Sky Pirates (Io Shirai & Kairi Sane) vs. Marina Shafir & Jessamyn Duke                         | The Sky Pirates     | Tag team match Vooraf opgenomen voor een toekomende aflevering van NXT.   | [ 1 ] |
| 2N  | The Forgotten Sons (Wesley Blake & Steve Cutler) vs. Street Profits (Angelo Dawkins & Montez Ford) | The Forgotten Sons  | Tag team match Vooraf opgenomen voor een toekomende aflevering van NXT.   | [ 1 ] |
| 3   | War Raiders (Hanson & Rowe) vs. The Undisputed Era (Kyle O'Reilly & Roderick Strong) (c)           | War Raiders (nc)    | Tag team match voor het NXT Tag Team Championship.                        | [ 1 ] |
| 4   | Matt Riddle vs. Kassius Ohno                                                                       | Matt Riddle         | Een-op-een match.                                                         | [ 1 ] |
| 5   | Johnny Gargano vs. Ricochet (c)                                                                    | Johnny Gargano (nc) | Een-op-een match voor het NXT North American Championship.                | [ 1 ] |
| 6   | Shayna Baszler (c) vs. Bianca Belair                                                               | Shayna Baszler      | Een-op-een match voor het NXT Women's Championship. Baszler won door TKO. | [ 1 ] |
| 7   | Tommaso Ciampa (c) vs. Aleister Black                                                              | Tommaso Ciampa      | Een-op-een match voor het NXT Championship.                               | [ 1 ] |